# Виктор Ибарбо
Виктор Ибарбо (19. мај 1990) колумбијски је фудбалер.

## Репрезентација
За репрезентацију Колумбије дебитовао је 2010. године, наступао и на Светском првенству 2014. године. За национални тим одиграо је 15 утакмица и постигао 1 гол.

## Статистика
| Колумбија | Колумбија | Колумбија |
| Год.      | Ута.      | Гол.      |
| --------- | --------- | --------- |
| 2010      | 4         | 0         |
| 2011      | 0         | 0         |
| 2012      | 0         | 0         |
| 2013      | 2         | 1         |
| 2014      | 6         | 0         |
| 2015      | 3         | 0         |
| Укупно    | 15        | 1         |